# Ден Бигар
Ден Бигар (енгл. Dan Biggar; 16. октобар 1989) је професионални велшански рагбиста који тренутно игра за најславнији велшански тим Оспрејс у Про 12.

## Биографија
Висок 188цм тежак89кг, Бигар је започео каријеру у Свонзи РФК, а наставио је у екипи Оспрејс за коју је одиграо 169 утакмица и постигао 1765 поена. За "змајеве" (Рагби јунион репрезентација Велса) Бигар је дебитовао против Канаде. Бигар је са Велсом освајао Куп шест нација и играо полуфинале светског првенства 2011. Бигар је за Велс одиграо 36 тест мечева и постигао 176 поена.